# Средний ручей
Сре́дний ручей — малая река в районе Капотня Юго-Восточного административного округа Москвы, верхний левый приток Плинтовки. По состоянию на начало 2018 года заключена в подземный коллектор. Название отражает положение реки по отношению к Лесному ручью — второму притоку Плинтовки.
Длина составляет не более одного километра. Исток Среднего ручья находился в 700 метрах к северу от пересечения улиц Чагинская и Верхние Поля. Водоток проходил по территории Чагинского болота и сливался с Плинтовкой. После заключения в коллектор ручей стекает в Главную отводную канаву на востоке Люблинских полей орошения.